# (7436) Kuroiwa
(7436) Kuroiwa est un astéroïde de la ceinture principale.

## Description
(7436) Kuroiwa est un astéroïde de la ceinture principale. Il fut découvert le 8 février 1994 à Kitami par Kin Endate et Kazuro Watanabe. Il présente une orbite caractérisée par un demi-grand axe de 2,23 UA, une excentricité de 0,10 et une inclinaison de 2,2° par rapport à l'écliptique.